# ジョン・ギャヴィン
ジョン・ギャヴィン（John Gavin, 1931年4月8日 - 2018年2月9日）は、アメリカ合衆国の俳優。元在メキシコ・アメリカ合衆国大使（1981年 - 1986年）。

## 来歴・人物

### 生い立ち
ロサンゼルスに生まれる。父のヘラルド・ゴールナーはアイルランド系で、母のデリア・パブロスはメキシコ出身者だった。ジョンの出生名はジョン・アンソニー・ゴールナー（John Anthony Golenor）だったが、のちに父が名字をギャヴィン（Gavin）に変更した。
カトリック系の進学校を経てスタンフォード大学でラテンアメリカの経済史を専攻し、大学卒業後の1952年から1955年までアメリカ海軍に服務した。

### 俳優活動
退役後、家族ぐるみの親交があったブライアン・フォイの監督作品に技術スタッフとして参加することを希望する。その願いは叶わなかったが、フォイは代わりにユニバーサル・ピクチャーズの俳優オーディションを受けるようギャヴィンに勧める。
オーディションの結果、193センチメートルの高身長と甘いマスクが買われ、「第二のロック・ハドソン」を期待したユニバーサルと契約を交わした。1956年にアブナー・ビーバーマン監督の『Behind the High Wall』で俳優デビューを果たし、1960年にはアルフレッド・ヒッチコック監督の『サイコ』でメインキャラクターの一人を演じたほか、1967年にはミュージカル映画『モダン・ミリー』でジュリー・アンドリュースと共演している。
1971年の映画『007 ダイヤモンドは永遠に』に主人公のジェームズ・ボンド役で出演することが決まり、ユナイテッド・アーティスツと契約まで交わしていたが、シリーズ第5作までボンドを演じていたショーン・コネリーの復帰が決まったことで降板した。

### 映画俳優組合代表
1965年から映画俳優組合の役員を務め、副代表を経て、1971年には代表に就任する。再選を狙っていたが、1973年の代表選挙でデニス・ウィーバーに敗北したため退任を余儀なくされた。映画俳優組合の代表選挙で現職候補が新人候補に敗れるのはこれが初めてのことだった。

### 在メキシコ大使
1981年に第40代アメリカ合衆国大統領ロナルド・レーガンにより在メキシコ・アメリカ合衆国大使に任命され、在職中には地元テレビ局のカメラマンから暴力を振るわれるも、得意のスペイン語を活かして1986年6月まで職を務め上げた。
1991年には共和党から連邦上院議員選挙への出馬を打診されたが、これを固辞している。

## 主な出演作品
- 愛する時と死する時 A Time to Love and a Time to Die (1958)
- 悲しみは空の彼方に Imitation of Life (1959)
- サイコ Psycho (1960)
- スパルタカス Spartacus (1960)
- バラ色の森 A Breath of Scandal (1960)
- 誰かが狙っている Midnight Lace (1960)
- びっくり大将 Romanoff and Juliet (1961)
- 裏町 Backstreet (1961)
- 全艦発進せよ Convoy (1965) - テレビ映画
- モダン・ミリー Thoroughly Modern Millie (1967)
- O.S.S.117/殺人売ります OSS 117 – Double Agent (1968)
- 愛して愛して子猫ちゃん Pussycat, Pussycat, I Love You (1970)
- 激突!激殺邪霊の叫び House of Shadows (1976)
- アルプスの少女ハイジ 新しい冒険 The New Adventures of Heidi (1978) - テレビ映画
- ジェニファー Jennifer (1978)
- 美女誕生/ソフィア・ローレン Sophia Loren: Her Own Story (1980) - テレビ映画